# Château Mouton-Rothschild

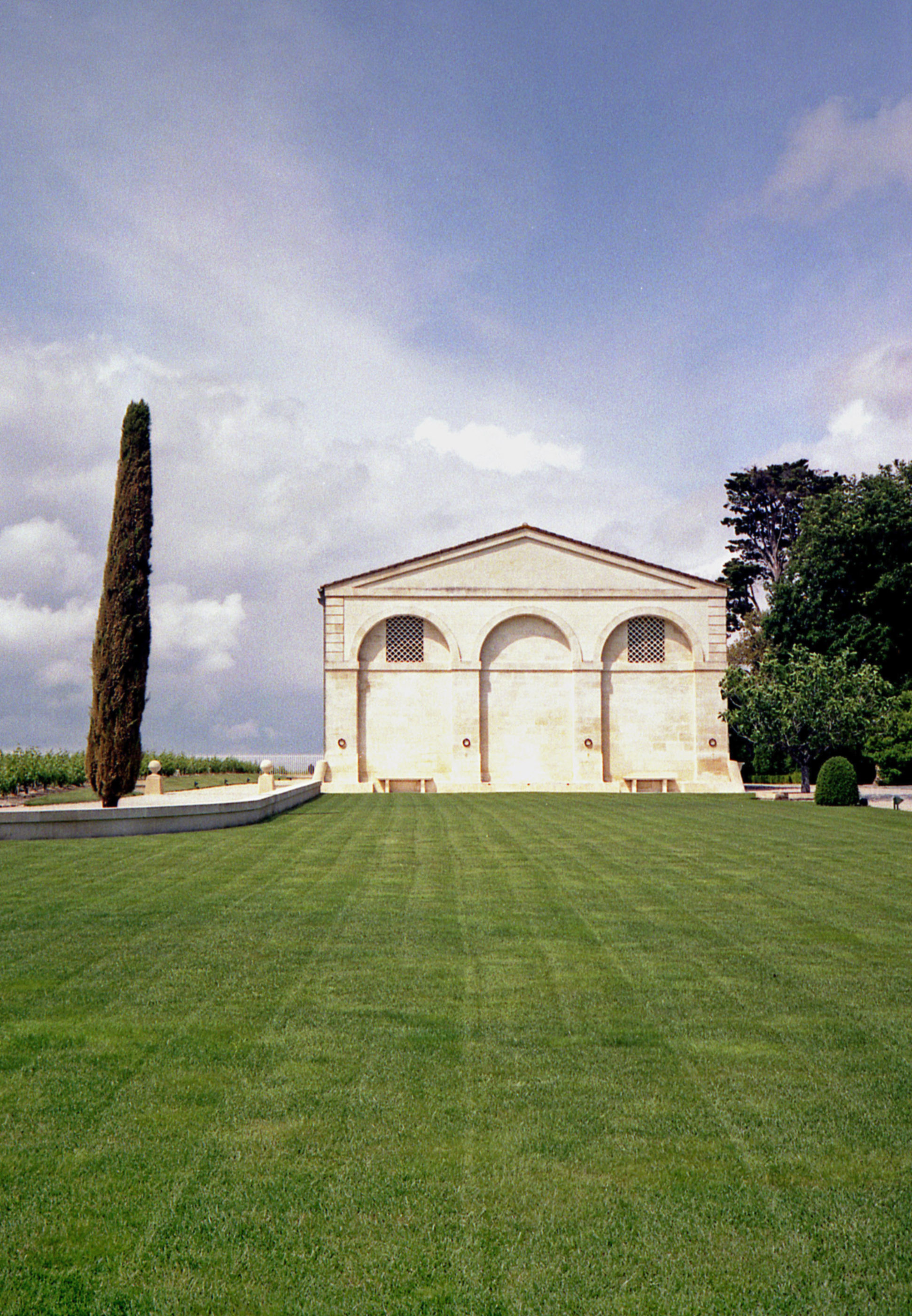
Château Mouton Rothschild

Het Château Mouton-Rothschild is een beroemd wijngoed in Frankrijk. Het ligt in de Bordeaux in Pauillac, aan de grens met Saint-Estèphe. Het ligt naast een ander beroemd wijngoed: Château Lafite-Rothschild.
Château Mouton-Rothschild is geclassificeerd als Premier Grand Cru Classé volgens het classificatiesysteem voor Bordeauxwijn van 1855 echter pas sinds 1973 (na 51 jaar lobbyen is dit de enige grote verandering sinds 1855); voorheen was het een Deuxième Cru classé. Het wijngoed omvat 74 hectare en er wordt ongeveer 80% cabernet sauvignon, 8% merlot, 10% cabernet franc en 2% petit verdot aangebouwd. De tweede wijn van het wijngoed heet Le Petit Mouton de Mouton-Rothschild.
Mouton-Rothschild is een uiterst genuanceerde, diepe, rijke Pauillac. Vooral in volle rijpheid is de Mouton-Rothschild aan zijn bouquet te herkennen, puur cabernet sauvignon.
Als absolute topwijnen worden de wijnen uit 1945, 1947, 1949, 1953, 1955, 1959, 1961, 1970, 1982, 1986, 1995 en 1998 en 2000, 2003 en 2005 beschouwd. Mouton-Rothschild 1945 heeft onder wijnliefhebbers legendarische status.

## Geschiedenis
Oorspronkelijk hoorde de wijngaard van Mouton tot die van Château Lafite-Rothschild, maar in het midden van de 18e eeuw werd het een afzonderlijke eenheid, in bezit van de familie Brane. In de eerste helft van de volgende eeuw kwam baron Hector de Brane (of Branne) bekend te staan als de "Napoleon van de wijnstokken" vanwege zijn inspanningen om de wijngaarden in de Médoc te ontwikkelen, waarbij hij verondersteld wordt de cabernet sauvignon te hebben geïntroduceerd. In 1830 verkocht hij Mouton aan een zekere heer Thuret en trok zich terug op zijn Château Brane-Cantenac in Margaux. Tegen deze tijd had Mouton enige internationale reputatie.
Het wijngoed Château Brane-Mouton werd in 1853 door de Engelse tak van de Rothschild familie gekocht van de heer Thuret en hernoemd naar zijn huidige naam. In 1855 werd het château in de classificatie die dat jaar werd opgesteld bovenaan de tweede crus geplaatst, tot grote ergernis van de familie De Rothschild. Echter, pas vanaf 1945, nadat baron Philippe de Rothschild de leiding van zijn vader al in 1922 had overgenomen, werden stappen ondernomen om deze (in hun ogen) onterecht lage klassering ongedaan te maken. Dit resulteerde in 1973 uiteindelijk in promotie tot de eerste crus.
Al snel na zijn aantreden verbaasde baron Philippe de Rothschild de wijnwereld door een kunstenaar, Jean Carlu, te vragen een art deco ontwerp (met daarin verwerkt de pijlen uit het wapen van De Rothschild) te maken voor een etiket voor de oogst van 1924. Zijn volgende opmerkelijke stap was te besluiten zijn eerste cru uitsluitend te bottelen op het château. Bovendien bracht hij als eerste een tweede wijn op de markt, Château Mouton Cadet. Sinds de Tweede Wereldoorlog wordt ieder jaar een nieuw etiket ontworpen. Voor het ontwerp worden kunstenaars en bekende personen gevraagd, zoals Jean Cocteau in 1947, Salvador Dalí in 1958, Joan Miró in 1969, Marc Chagall in 1970, Pablo Picasso in 1973, Andy Warhol in 1975, Pierre Soulages in 1976, Keith Haring in 1988, Karel Appel in 1994, Niki de Saint Phalle in 1997 en Prins Charles in 2004. Zij ontvangen voor het ontwerp 24 kisten van de jaargang waarop hun ontwerp wordt getoond.
Samen met zijn vrouw Pauline bouwde baron Philippe het Musée du Vin, een wijnmuseum op het landgoed gevuld met kunstwerken die iets met wijn te maken hebben. Sinds 1962 is het museum opengesteld (maar alleen toegankelijk op afspraak).
Tevens in het bezit van de onderneming Baron Philippe de Rothschild SA zijn de wijngoederen Château Clerc-Milon, Château d'Armailhac en Château Mouton Cadet in Frankrijk. Verschillende wijnen buiten Frankrijk zijn Opus One in de Verenigde Staten en Almaviva in Chili.